# ابرار خان
ابرار خان (انگلیسی: Abrar Khan؛ زادهٔ ۱ ژانویهٔ ۱۹۸۴) بازیکن کبدی اهل پاکستان است.